# پوریا نوری
پوریا نوری (زادهٔ ۱۳۷۰) مستندساز، عکاس سینما و تئاتر است. او همچنین از اعضای اصلی انجمن عکاسان ایران و انجمن مستندسازان است.

## پیشینه هنری
کار اصلی او عکاسی و مستندسازی است. عکاسی را به‌صورت خودآموز یادگرفت و از ۱۷ سالگی کارش را به عنوان عکاس خبری هنری آغاز کرد و سپس در فیلم‌ها و نمایش‌های حرفه‌ای ادامهٔ فعالیت داد.

### کارگردانی
- قلیچ - ۱۳۹۹[۵][۶][۷][۸]
- سفیدِ ناب - ۱۴۰۰[۹][۱۰][۱۱][۱۲]
- مرا بخوان؛ روایت‌های شنیده نشده - ۱۴۰۱[۱۳][۱۴][۱۵][۱۶]
- لعبت باز - ۱۴۰۲[۱۷]

### فعالیت‌های عکاسی

#### فیلم
| نام فیلم           | کارگردان        |
| ------------------ | --------------- |
| زندگی بدون زندگی   | کاوه معین فر    |
| ماه در مه          | علیرضا روشن     |
| دختران زمستان      | بهزاد خداویسی   |
| بازی‌های مردانه     | امین تبار       |
| حمام سال نو        | جواد خمیس آبادی |
| آینه شکسته         | بهزاد خداویسی   |
| روحن               | ناهید حسن‌زاده   |
| نیروانا            | مرتضی آتش‌زم     |
| فلیم کوتاهٔ شهرفرنگ | علی گودرزی      |
| فیلم کوتاهٔ پروانه  | مسعود حقی       |
| هم قفس             | بهزاد خداویسی   |
| خزنده              | حسین مهرزاد     |
| تا فردا            | علی عسگری       |
| فیلم کوتاهٔ هاجرو   | افشین اخلاقی    |
| فیلم پسر انسان     | سپیده میرحسینی  |

#### سریال
| مجموعه تلویزیونی | کارگردان         |
| ---------------- | ---------------- |
| گیله وا          | اردلان عاشوری    |
| نون. خ           | سعید آقاخانی     |
| می جان           | مرجان اشرفی زاده |

#### نمایش
- خانه برناردا آلبا. علی رفیعی[۲۰]
- مختلف‌الأضلاع. نادر فلاح[۲۱]
- کارد، ترنج، زلیخا. احمد ایرانی‌خواه[۲۲]
- مستخدم. سهند خیرآبادی[۲۳]
- کابوس‌های آنکه نمی‌میرد. نادر فلاح[۲۴]

#### سایر
- نمایشگاه عکس: اردیبهشت ۱۳۹۵ «عبور بی‌تکرار» - شیراز[۲۵]

## برخورد قضایی

### بازداشت در شیراز
بهار سال ۹۳ پوریا نوری به همراه محمد نوری‌زاد، کارگردان و فیلم نامه‌نویس پس از خروج از آرامگاه حافظیه توسط مأموران بازداشت شد.
پوریا نوری ساعاتی بعد آزاد شد.

### بازداشت در گلستان هفتم
پوریا نوری در جریان اعتراضات گلستان هفتم و برای پیگیری وضعیت مادر و برادرش در یک اسفند ۹۶ بازداشت شد. چندی بعد به دلیل وضعیت وخیم جسمی در اثر ضرب و شتم شدید و نیاز فوری به عمل جراحی و درمان شکستگی گونه و فک و چند دندان موقتاً آزاد اما سریعاً دوباره دستگیر شد.
او سرانجام از سوی دادگاه انقلاب به دو سال زندان محکوم شد، حکمش در دادگاه تجدید نظر به ۸ ماه حبس تقلیل یافت و ۲۶ مهر ۹۷ از زندان تهران بزرگ (فشافویه) آزاد شد.